# Tetyana Vodopyanova
Pour les articles homonymes, voir Vodopianova.
Tetyana Vodopyanova (en russe : Татьяна Юрьевна Водопьянова, Tatiana Iourievna Vodopianova), née le 11 janvier 1973 à Kiev, est une biathlète ukrainienne.

## Biographie
Dans les Championnats du monde, elle remporte trois médailles de bronze en relais en 1996, 2000 et 2001 et une par équipes en 1997 et une médaille d'argent par équipes en 1996. En Coupe du monde, elle monte sur son premier podium en 1995 à Östersund, puis s'impose à deux reprises sur le format de l'individuel à Pokljuka (1996) et Antholz (1997). Elle prend part aussi aux Jeux olympiques d'hiver de 1998, où elle est 19e du sprint, 24e de l'individuel et 5e du relais.
Après les Jeux olympiques de Salt Lake City en 2002, elle prend sa retraite sportive.

## Palmarès

### Jeux olympiques d'hiver
| Épreuve / Édition                   | Individuel | Sprint | Poursuite                        | Relais |
| Jeux olympiques 1998 Nagano         | 24e        | 19e    | Épreuve inexistante à cette date | 5e     |
| Jeux olympiques 2002 Salt Lake City | -          | 31e    | 26e                              | 10e    |

### Championnats du monde
| Épreuve / Édition                | individuel | Sprint | Poursuite                        | Départ en masse                  | Relais                    | Course par équipes               |
| Mondiaux 1995 Antholz Anterselva | -          | 26e    | Épreuve inexistante à cette date | Épreuve inexistante à cette date | 5e                        | 5e                               |
| Mondiaux 1996 Ruhpolding         | 28e        | 42e    | Épreuve inexistante à cette date | Épreuve inexistante à cette date | Médaille de bronze, monde | Médaille d'argent, monde         |
| Mondiaux 1997 Osrblie            | 42e        | -      | -                                | Épreuve inexistante à cette date | 5e                        | Médaille de bronze, monde        |
| Mondiaux 2000 Oslo Lahti         | 25e        | 42e    |                                  | -                                | Médaille de bronze, monde | Épreuve inexistante à cette date |
| Mondiaux 2001 Pokljuka           | 43e        | 30e    | 19e                              | 11e                              | Médaille de bronze, monde | Épreuve inexistante à cette date |

Légende :

 : deuxième place, médaille d'argent

 : troisième place, médaille de bronze

 : épreuve inexistante à cette date

— : pas de participation à cette épreuve

### Coupe du monde
- Meilleur classement général : 14e en 2001.
- 5 podiums en épreuve individuelle : 2 victoires, 1 deuxième place et 2 troisièmes places.
- 10 podiums en relais : 2 victoires, 1 deuxième place et 7 troisièmes places.

#### Détail des victoires individuelles
| Édition / Épreuve | Sprint | Poursuite | Individuel         | Départ en ligne | Total |
| 1995-1996         |        |           | Pokljuka           |                 | 1     |
| 1996-1997         |        |           | Antholz Anterselva |                 | 1     |
| Total             | 0      | 0         | 2                  | 0               | 2     |

#### Classements annuels
| Année | Classement général final |
| 1995  | 19e                      |
| 1996  | 18e                      |
| 1997  | 30e                      |
| 1998  | 52e                      |
| 1999  | 30e                      |
| 2000  | 31e                      |
| 2001  | 14e                      |
| 2002  | 39e                      |